# Monterosso al Mare
Monterosso al Mare je jedna z obcí Cinque Terre, které jsou zapsané ve světovém dědictví UNESCO. Nachází se v provincii La Spezia, v Ligurii, na severozápadě Itálie. Je součástí Italské riviéry, respektive její východní části nazývané Riviera di Levante.

## Historie

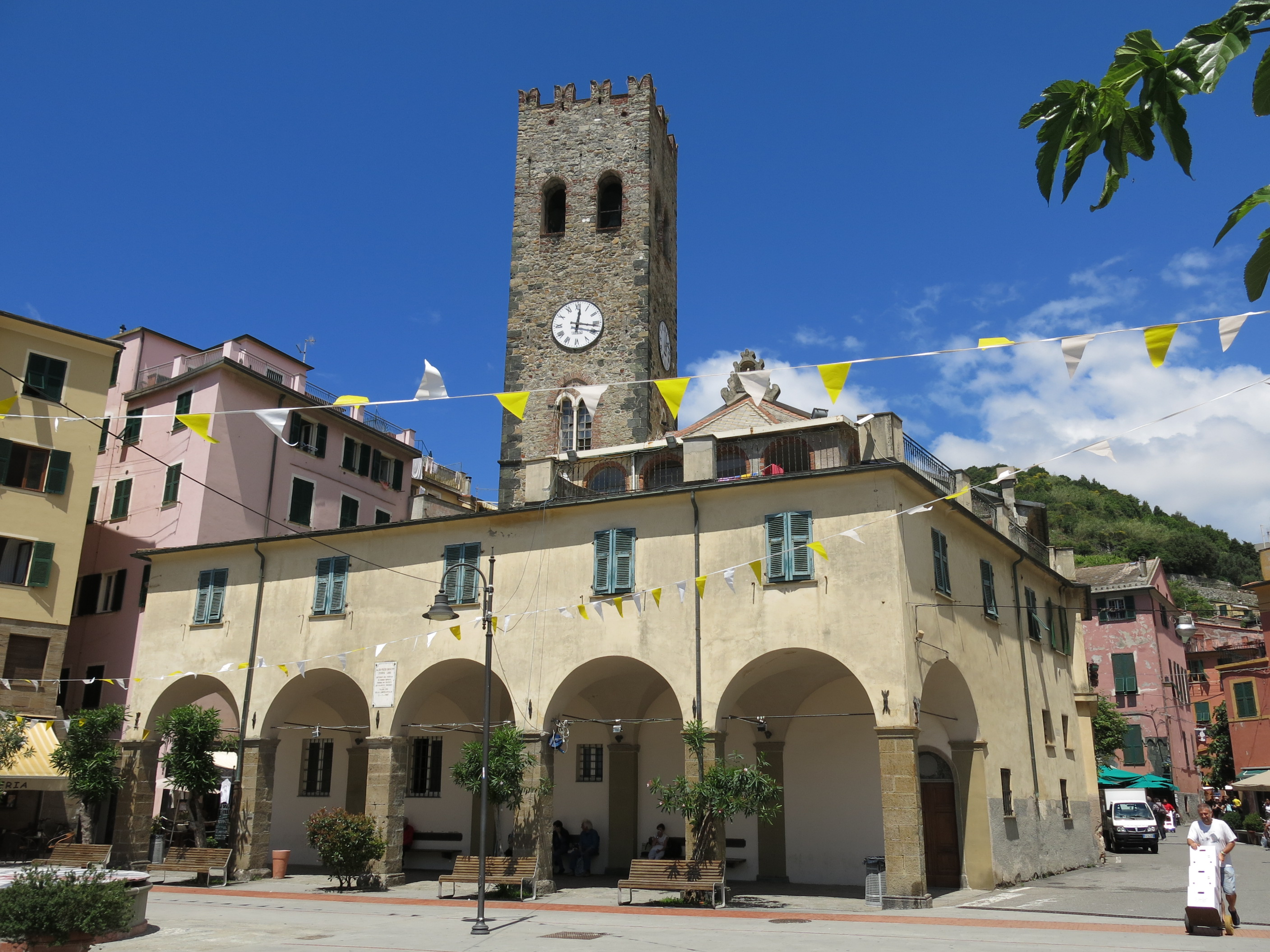
Centrum města s hodinovou věží kostela sv. Jana Křtitele

Kromě turistického letoviska je již od konce středověku proslulým katolickým poutním centrem a jeho kostel sv. Jana Křtitele zastávkou na poutních cestách mezi Janovem a Římem. Mariánská svatyně má románské základy. Pro turistiku se městečko otevřelo od roku 1870, kdy do něj byla přivedena železniční trať. Za druhé světové války se místní obyvatelé vyznamenali pasivní resistencí proti Mussoliniho vládě a byl jim postaven pomník na zdejším hřbitově.

## Památky

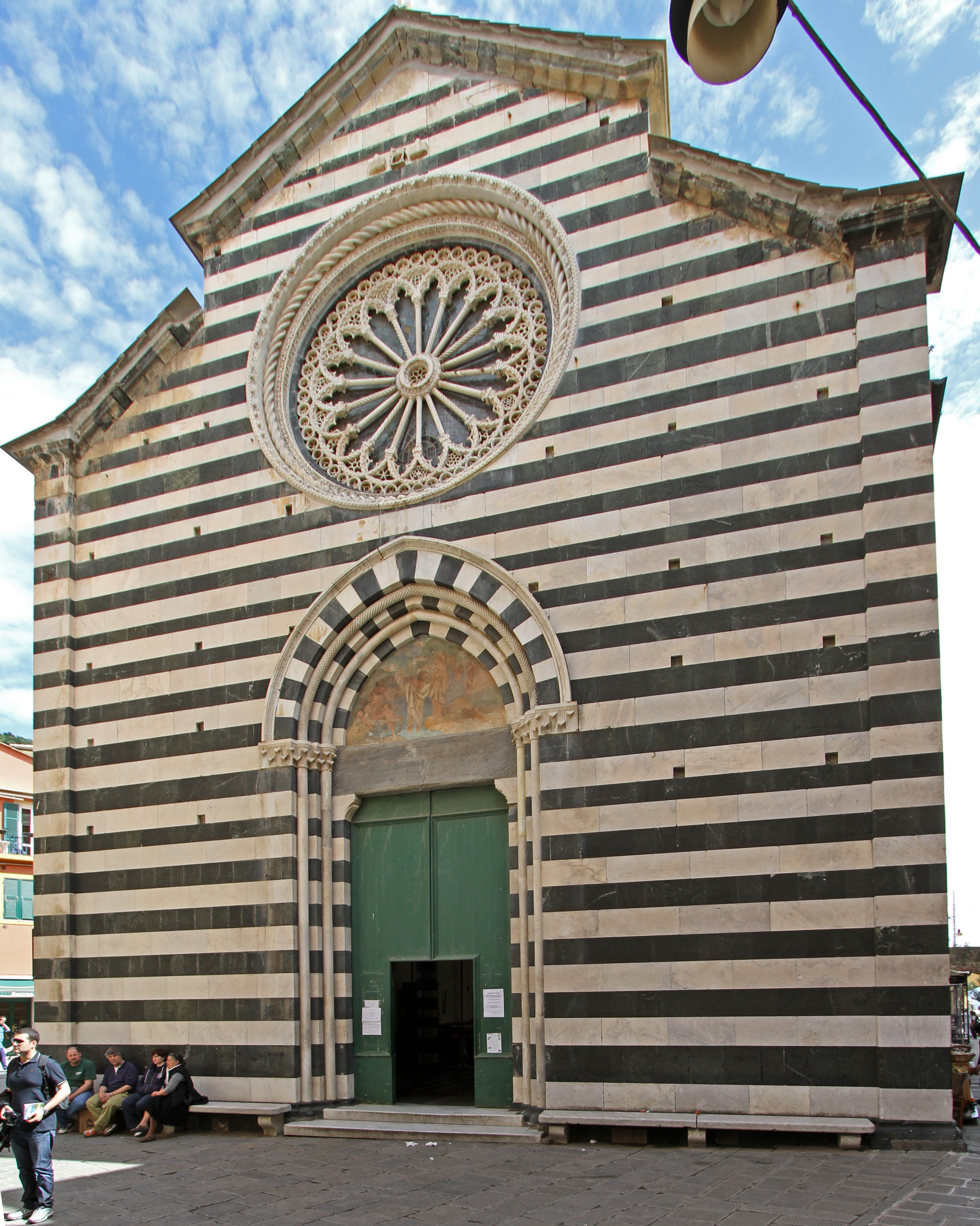
Západní portál kostela sv. Jana Křtitele s freskou v tympanonu

- Kostel San Giovanni Battista – raně gotická bazilika sv. Jana Křtitele z konce 13. a počátku 14. století (1282–1307), v tympanonu vstupního portálu freska Kristova křtu; fasáda je obložená deskami z bílého mramoru a šedého serpentinitu; oltářní obrazy z 18. století
- Kapucínský klášter San Francesco, opevněná hranolová stavba na skále, z počátku 17. století, interiéry adaptované v 19. století; slouží k ubytování poutníků.
- Santuario Madonna del Soviore – poutní svatyně Panny Marie; na románských základech ze 12. století
- Strážní věž Aurora, ze 16. století.[3]
- Municipio (radnice) – vila z 19. století v goticko-renesančním stylu
- Socha giganta (Neptuna),  o výšce 14 metrů, vytesaná  koncem 19. století na pobřeží do skály nad pláží; roku 1910 ji vytvořil sochař Arrigo Minerbi do architektonického návrhu vily od architekta  Francesca Levachera
- Villa Montale – letní sídlo básníka a spisovatele Eugenia Montala, držitele Nobelovy ceny za literaturu z roku 1975

## Slavnosti
- Infiorata: církevní slavnost Těla Páně s monstrancí nesenou v procesí  na nosítkách
- Falò di San Giovanni: katolická slavnost o svátku sv. Jana Křtitele 24. června, s procesím, ohňostrojem a pálením ohňů, do kterých místní děti házejí staré věci, aby v nadcházejícím létě očistily město.
- Madonna del Soviore: mariánská poutní slavnost s procesím, konaná 14. srpna
- Slavnost citrónů - město je vyzdobeno citróny, čepují se citronové nápoje, především alkoholické; podává se citronové pečivo

## Partnerská města
- Saint-Genès-Champanelle, Francie (2003)